# Баукау (округ)
Баукау (порт. Baucau, тетум Baukau) — один из 13 округов Восточного Тимора. Расположен в северо-восточной части страны. Граничит с округами Лаутен (на востоке), Викеке (на юге) и Манатуту (на западе). На севере омывается водами пролива Ветар. Площадь территории округа составляет 1507,95 км². Административный центр — город Баукау.

## Население
Население округа по данным на 2010 год составляет 111 694 человек; для сравнения, в 2004 году оно насчитывало 100 326 человек. Плотность населения составляет 74,07 чел./км². Средний возраст населения — 18,5 лет. В период с 1990 по 2004 годы средний ежегодный прирост населения составлял 1,07 %. По данным на 2002 год младенческая смертность в подрайоне Баукау составила 89 на 1000 младенцев (для сравнения в 1996 году — 111), в подрайоне Келикай — 108 (141), в Венилале — 114 (135), в Багия — 122 (167), в Лага — 136 (155) и в Вемассе — 147 (139). В среднем по стране этот показатель составляет 98 на 1000 младенцев.
63 % населения округа говорит на языке макасаи; 17 % — на каваимина; 7,7 % — на мидики и 8,5 % — на языке тетум (как на родном). Распространены также некоторые другие языки и диалекты. 48,3 % населения владеет языком тетум как вторым; 43,4 % владеет индонезийским и 22,6 % владеет португальским. Уровень неграмотности составляет 52,9 % (56,4 % у женщин и 49,4 % у мужчин).
По данным на 2004 год 98,3 % населения округа являются католиками; 0,6 % — протестантами; 0,3 % — последователями традиционных анимистических верований и 0,2 % — мусульманами.

## Административное деление
В административном отношении подразделяется на 6 подрайонов:
| Подрайон | Население, чел. (2010) | Площадь, км² |
| -------- | ---------------------- | ------------ |
| Багия    | 9465                   | 213,99       |
| Баукау   | 46 500                 | 369,53       |
| Лага     | 14 432                 | 191,99       |
| Келикай  | 16 747                 | 206,46       |
| Вемассе  | 9008                   | 374,62       |
| Венилале | 15 542                 | 151,37       |

## Экономика
Экономика округа базируется на сельском хозяйстве, основными продуктами которого являются: кукуруза, рис, маниок, кокосовый орех, кофе, арахис, бобы и др. Развито животноводство (главным образом куры, свиньи, овцы и козы). Крупный рогатый скот играет довольно незначительную роль. На побережье имеет место рыболовство, однако оно развито довольно ограничено.

## Транспорт
В 6,5 км к западу от города Баукау расположен аэропорт Баукау. Он имеет самую длинную в стране взлетно-посадочную полосу и может принимать большие самолёты, тогда как аэропорт города Дили принимает лишь небольшие суда, такие как Боинг 737. Тем не менее, сегодня данный аэропорт используется только для военных и некоторых других целей и не принимает регулярные пассажирские рейсы.

## Галерея

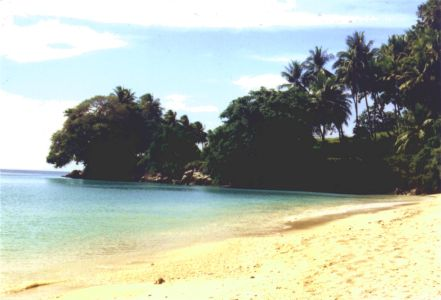
Пляж в Баукау
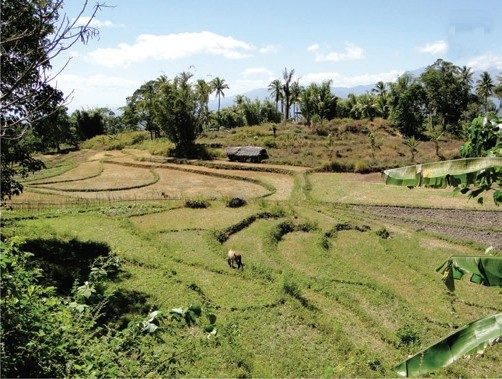
Рисовые поля в округе Баукау
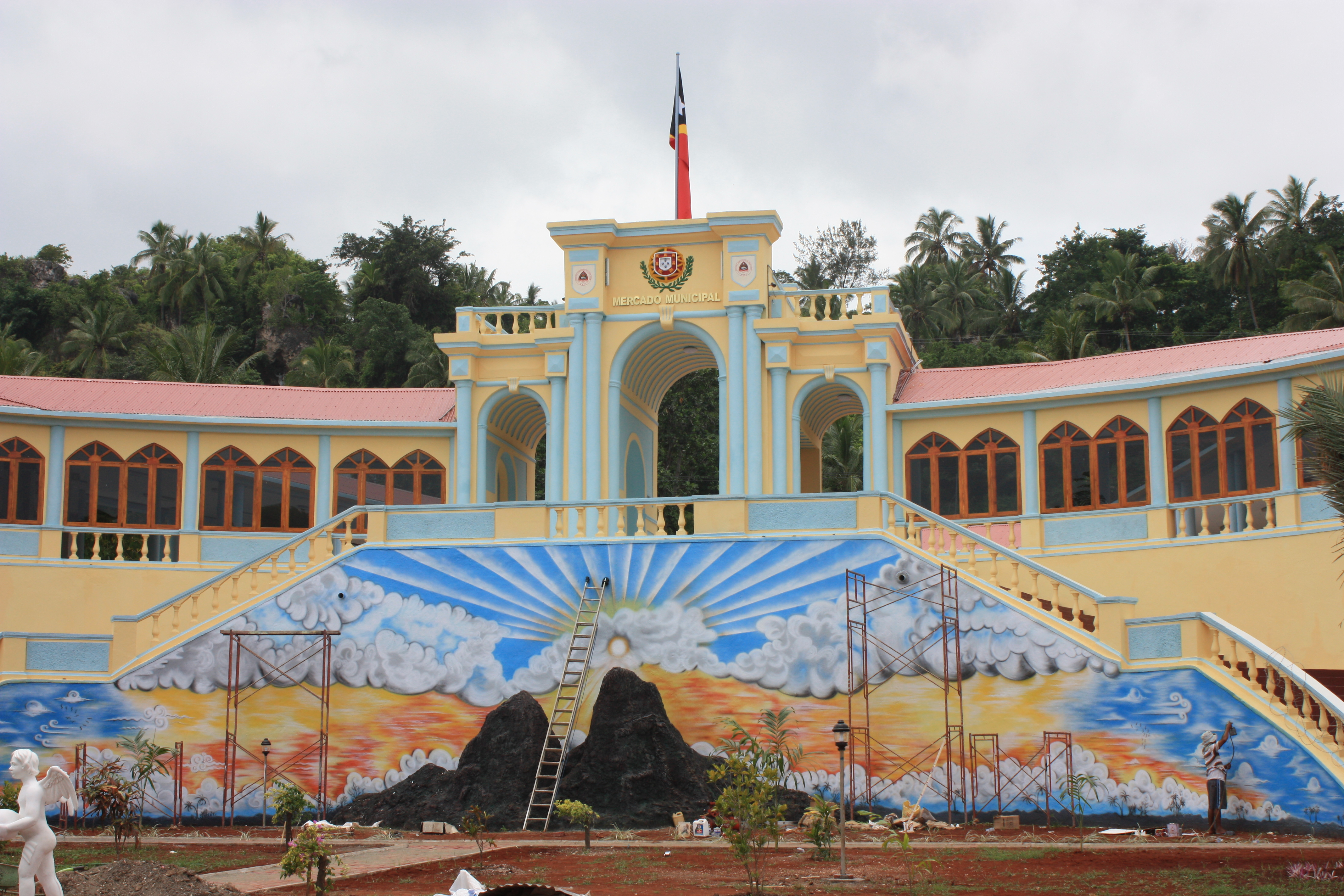
Старый рынок в городе Баукау
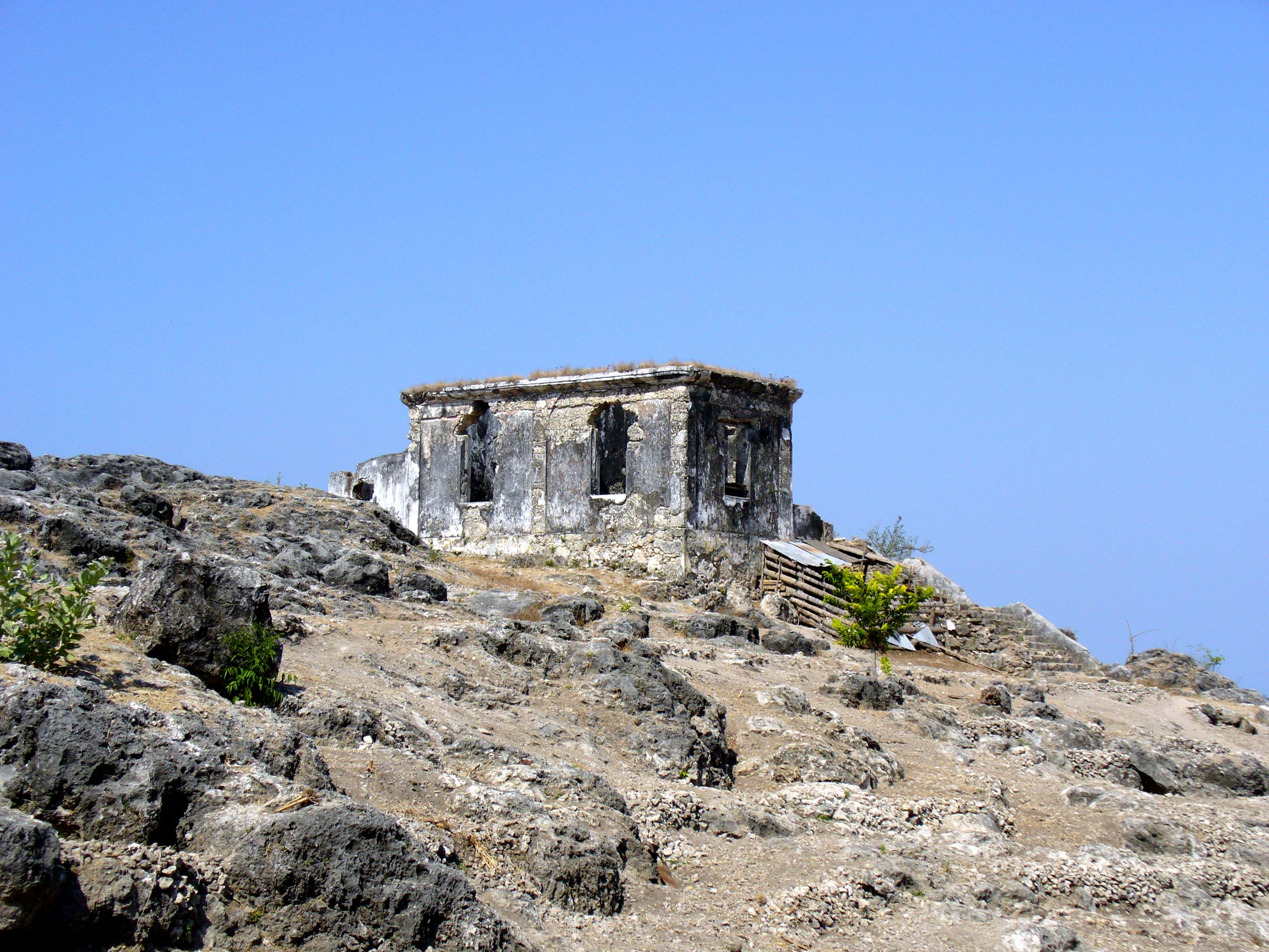
Останки колониальной постройки